# Кузьмин, Аркадий Дмитриевич
Аркадий Дмитриевич Кузьмин (1923—2009) — советский и российский астроном. Доктор физико-математических наук, профессор МФТИ. Заслуженный деятель науки РФ.

## Биография
Родился в Москве, в 1940 поступил на радиофакультет Московского энергетического института (МЭИ). Участник Великой Отечественной войны. В 1943 окончил Ленинградское военное училище связи, находившееся в эвакуации в Уральске. С января 1944 — в должности начальника радиостанции подвижного узла связи особого назначения, обеспечивал радиосвязь штаба Маршала Советского Союза Г. К. Жукова со Ставкой Верховного главнокомандования в Москве, прошёл боевой путь до Берлина. Во время войны с Японией занимался обеспечением радиосвязи Маршала Советского Союза А. М. Василевского со Ставкой Верховного главнокомандования в Москве.
После демобилизации в октябре 1945 возвращается в Москву и продолжает учёбу в МЭИ. Во время учёбы в институте, а затем и в аспирантуре разрабатывает методы повышения чувствительности радиоприёмников, создаёт один из первых в стране шумовых генераторов, работает на ракетном полигоне «Капустин Яр» по обеспечению радиотехнических систем телеметрии на запусках ракет, участвует в работах ФИАН по созданию системы ультразвуковой гидролокации для Военно-Морского флота СССР. В 1950 оканчивает МЭИ, в 1954 по окончании аспирантуры МЭИ и защите кандидатской диссертации А. Д. Кузьмин был приглашён С. Э. Хайкиным на работу в Физический институт АН СССР, где проработал до конца жизни. 16 лет возглавлял Пущинскую радиоастрономическую обсерваторию. Профессор Московского физико-технического института.

## Научный вклад
Основные труды в области радиоастрономии. Предложил и осуществил эксперимент по определению температуры поверхности Венеры и показал, что Венера — горячая планета. Этот результат был использован при разработке советских автоматических межпланетных станций серии «Венера» (в конструкцию спускаемых аппаратов были введены теплозащита и парашют из термостойкой ткани).
Обнаружил (совместно с В. А. Удальцовым) поляризацию радиоизлучения Крабовидной туманности, что подтвердило выдвинутую И. С. Шкловским гипотезу о синхротронном механизме радиоизлучения нетепловых космических источников. Впервые в СССР разработал технику и методы измерения шумовых электрических сигналов и внедрил их в радиоастрономию. Развил и впервые в СССР применил (совместно с А. Е. Саломоновичем) радиоастрономические методы для измерения параметров больших антенн. Применил радиоастрономические методы к определению координат попадания в Луну космической ракеты «Луна-2».
Внёс большой вклад в создание крупных советских радиотелескопов: РТ-22, ДКР-1000, БСА. Под его руководством в СССР проводились работы по исследованию пульсаров, совместно с радиоастрономами Англии и Австралии. Автор более 200 научных статей и 4 монографий.
Заместитель председателя Научного совета АН СССР по проблеме «Радиоастрономия».

## Преподавание
Более двух десятилетий проф. А.Д. Кузьмин читал лекции по курсам радиоастрономии
и физике планетных атмосфер на кафедре "Распространение радиоволн и космическая радиосвязь" МФТИ.

## Награды
- Заслуженный деятель науки РФ.
- Почётный гражданин города Пущино.

## Из библиографии
- Измерение коэффициента шума приёмно-усилительных устройств. — Москва ; Ленинград : Госэнергоиздат, 1955. — 64 с. : ил.; 20 см.
- Основы радиотехники / А. Д. Кузьмин. — Рига : Рижское Краснознам. высш. инж.-авиац. воен. училище, 1959. — 1 т.; 28 см.
  - Ч. 3: Электромагнитные колебания и волны / А. Д. Кузьмин. — 1959. — 333 л., 41 л. ил.
- Радиоастрономические методы измерений параметров антенн / А. Д. Кузьмин, А. Е. Саломонович. — Москва : Сов. радио, 1964. — 184 с. : черт.; 20 см.
- Radioastronomical methods of antenna measurements / A. D. Kuz’min, A. E. Salomonovich; Transl. by K. N. Trirogoff; Transl. ed. by Ernest Jacobs. — New York ; London : Acad. press, 1966. — XVI, 182 с. : ил.; 24 см. — (Electrical science : A ser. of monogr. a texts).
- Радиофизические исследования Венеры. / А. Д. Кузьмин. — Москва : [б. и.], 1967. — 176 с. : черт., карт.; 22 см. — (Итоги науки. Серия «Физика»/ Гос. ком. Совета Министров СССР по науке и технике. АН СССР. Всесоюз. ин-т науч. и техн. информации. Радиофизика. 1965—1966; 7).
- Физика планеты Венера / А. Д. Кузьмин, М. Я. Маров. — Москва : Наука, 1974. — 408 с. : ил.; 20 см.
- Планета Венера / А. Д. Кузьмин. — Москва : Наука, 1981. — 93 с. : ил.; 20 см.
- Радиоастрономические исследования планет в СССР / А. Д. Кузьмин. — М. : ФИАН, 1987. — 26 с.; 21 см. — (N177).